# تفسير عطاء الخراساني
تفسير عطاء الخراساني هو كتاب في تفسير القرآن للتابعي عطاء الخراساني، وهو كتاب مفقود إلا بعض الأوراق منه، والصواب أن هذه الأوراق عبارة عن أقوال متفرقة، رواها محمد بن نصر الرملي بسنده إلى عطاء، وجمعها في أوراق مستقلة ثم نسبت إليه، فكان هذا التفسير.
وقد اعتمد على ما هو شائع في ذلك الزمن، من الاعتماد في التفسير على كتاب الله، ثم سنة رسول الله، ثم أقوال الصحابة، ثم لغة العرب، ثم الاجتهاد والتأمل.

## نسبة الكتاب لعطاء
نظرًا لتقدم عصر عطاء الخراساني، ولكون عصره سابقا عصر التدوين فلم يكن له مؤلفات تذكر، مع أن بعض المؤرخين نسبوا إليه كتابًا في التفسير، وهو مفقود إلا بعض أوراقه، وقد قام حكمت بشير ياسين بتحقيق هذه الأوراق، وهي وإن نسبت إليه إلا أن الصواب أنها أقوال متفرقة، رواها محمد بن نصر الرملي بسنده إلى عطاء، وجمعها في أوراق مستقلة ثم نسبت إليه، فكان هذا التفسير.
وعلى كل فقد كان عطاء إماما جليلا، عالما متمكنا في القرآن الكريم وغيره، وزخرت كتب التراث التي اعتنت بالمأثور من التفسير والآثار بأقواله المختلفة، فظهر أثره بجلاء في تلك الكتب، فلا تكاد ترى كتابا من تلك الكتب إلا وله روايات ومرويات، وأقوال في كثير من الفنون.

## مميزات تفسيره
روي عن عطاء الكثير من الآثار في تفسير القرآن وعلومه، حيث اهتم بأسباب النزول في تفسير الآيات، وألف في الناسخ والمنسوخ وتنزيل القرآن، وترتيب السور وبيان المكي والمدني، كما اعتنى باستخراج الأحكام الفقهية من الآيات، وبيان غريب القرآن، وكان عالمًا بالقراءات العشر. واعتمد في تفسيره للقرآن على تفسير القرآن بالقرآن والتفسير بالأحاديث النبوية، والاستشهاد بأقوال الصحابة خاصةً أقوال عبد الله بن عباس، والاعتماد على لغة العرب، وأحيانًا الاجتهاد والاستشهاد بالاسرائيليات في تفسير الآيات، كما يستخدم التفسير بالمثال أو القصة، ويهتم بتفسير الأمثال في القرآن. وقد أخرج أصحاب التفاسير المُسندة كعبد الله بن وهب وعبد الرزاق الصنعاني وابن المنذر النيسابوري ومحمد بن جرير الطبري وابن أبي حاتم وغيرهم الكثير من مرويات عطاء الخراساني وأقوالهِ من طرق متعددة، وما يُروى عن عطاء الخراساني في التفسير على أربعة أصناف:
- الصنف الأول: ما يرسله عن الصحابة كابن عباس وغيره.
- الصنف الثاني: ما يرويه عمّن سمع منهم من التابعين كسعيد بن المسيب، وأبي سلمة بن عبد الرحمن بن عوف، وعكرمة مولى ابن عباس، وعاصم بن ضمرة.
- الصنف الثالث: ما يرسله من الإسرائيليات.
- الصنف الرابع: أقواله في التفسير.[3]

روى الماوردي في النكت والعيون، وابن الضُّرَيسِ في فضائل القرآن، عن عطاء الخراساني أثرًا طويلًا يبين فيهِ ترتيب السور من حيث نزولها، وبيّن السور المكية والسور المدنية، بالرغم من أن هذا الأثر يختلف عن الروايات الأشهر في ترتيب السور، حيث ذكر أن أول السور نزولًا هي سورة الفاتحة، والأشهر أنها سورة العلق، وغير ذلك من الاختلافات. وقد ذكر ابن عاشور أنه قد يكون هذا الترتيب حسب أول سورة نزلت كاملة أي غير منجمة.